# Вострикова, Ирина Анатольевна
Ири́на Анато́льевна Во́стрикова (род. 30 августа 1970, Нижнекамск, Татарская АССР) — российская легкоатлетка, специалистка по многоборьям. Выступала за сборную России по лёгкой атлетике в 1990-х годах, обладательница серебряной и бронзовой медалей чемпионатов Европы в помещении, победительница Кубка Европы в личном и командном зачётах, серебряная призёрка Универсиады, чемпионка и призёрка всероссийских первенств. Представляла Татарстан. Мастер спорта России международного класса. Ныне — тренер по лёгкой атлетике.

## Биография
Ирина Вострикова родилась 30 августа 1970 года в городе Нижнекамске Татарской АССР.
С раннего детства занималась гимнастикой, в лёгкую атлетику перешла в 1980 году в возрасте десяти лет. Выступала за Профсоюзы (Нижнекамск).
Впервые заявила о себе на взрослом всероссийском уровне в сезоне 1994 года, выиграв бронзовую медаль в семиборье на открытом чемпионате России во Владимире. Попав в состав российской национальной сборной, выступила на Кубке Европы в Лионе — заняла восьмое место в личном зачёте и помогла своим соотечественницам выиграть женский командный зачёт. Также представляла страну на Играх доброй воли в Санкт-Петербурге, где стала шестой.
В 1995 году взяла бронзу на зимнем чемпионате России в Челябинске и на летнем чемпионате России в Москве. На Кубке Европы в Хелмонде была четвёртой в личном первенстве и стала бронзовой призёркой командного первенства. Будучи студенткой, стартовала на Универсиаде в Фукуоке — расположилась в итоговом протоколе семиборья на шестой позиции.
В 1996 году в пятиборье выиграла серебряную медаль на зимнем чемпионате России в Липецке, уступив только Елене Лебеденко, тогда как на последовавшем чемпионате Европы в помещении в Стокгольме получила бронзу. На Кубке Европы в Лаге закрыла десятку сильнейших личного зачёта и с российской сборной заняла шестое место в командном зачёте.
В 1997 году стала бронзовой призёркой на зимнем чемпионате России в Липецке, с личным рекордом в 6390 очков одержала победу на летнем чемпионате России во Краснодаре. Выиграла личный и командный зачёты Кубка Европы в Оулу, завоевала серебряную медаль на Универсиаде в Катании. Принимала участие в чемпионате мира в Афинах — с результатом 6277 заняла здесь восьмое место.
На Кубке Европы 1998 года в Таллине завершила выступление досрочно.
В 1999 году на Кубке Европы в Праге была третьей в личном зачёте и вместе с соотечественницами выиграла командный зачёт. На чемпионате мира в Севилье с результатом 6153 заняла 13-е место.
В 2000 году побывала на чемпионате Европы в помещении в Генте, откуда привезла награду серебряного достоинства, выигранную в семиборье — уступила здесь только немке Карин Эртль.
За выдающиеся спортивные результаты удостоена почётного звания «Мастер спорта России международного класса».
Окончила экономический факультет Казанского университета. Впоследствии работала детским тренером по лёгкой атлетике.